# Elektroinstallation

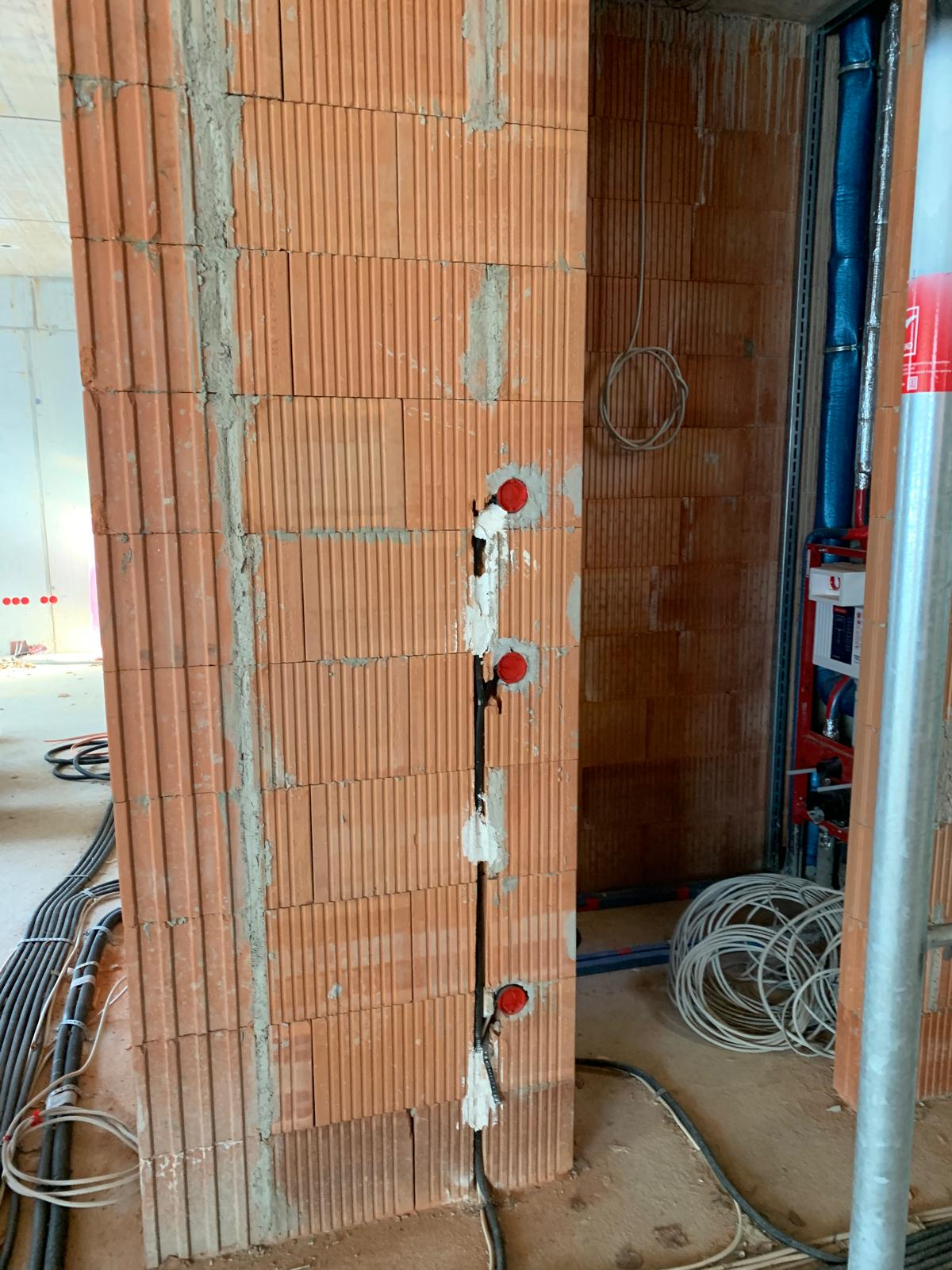
Elektroinstallation in einem Rohbau unter Putz und auf dem Rohfußboden.

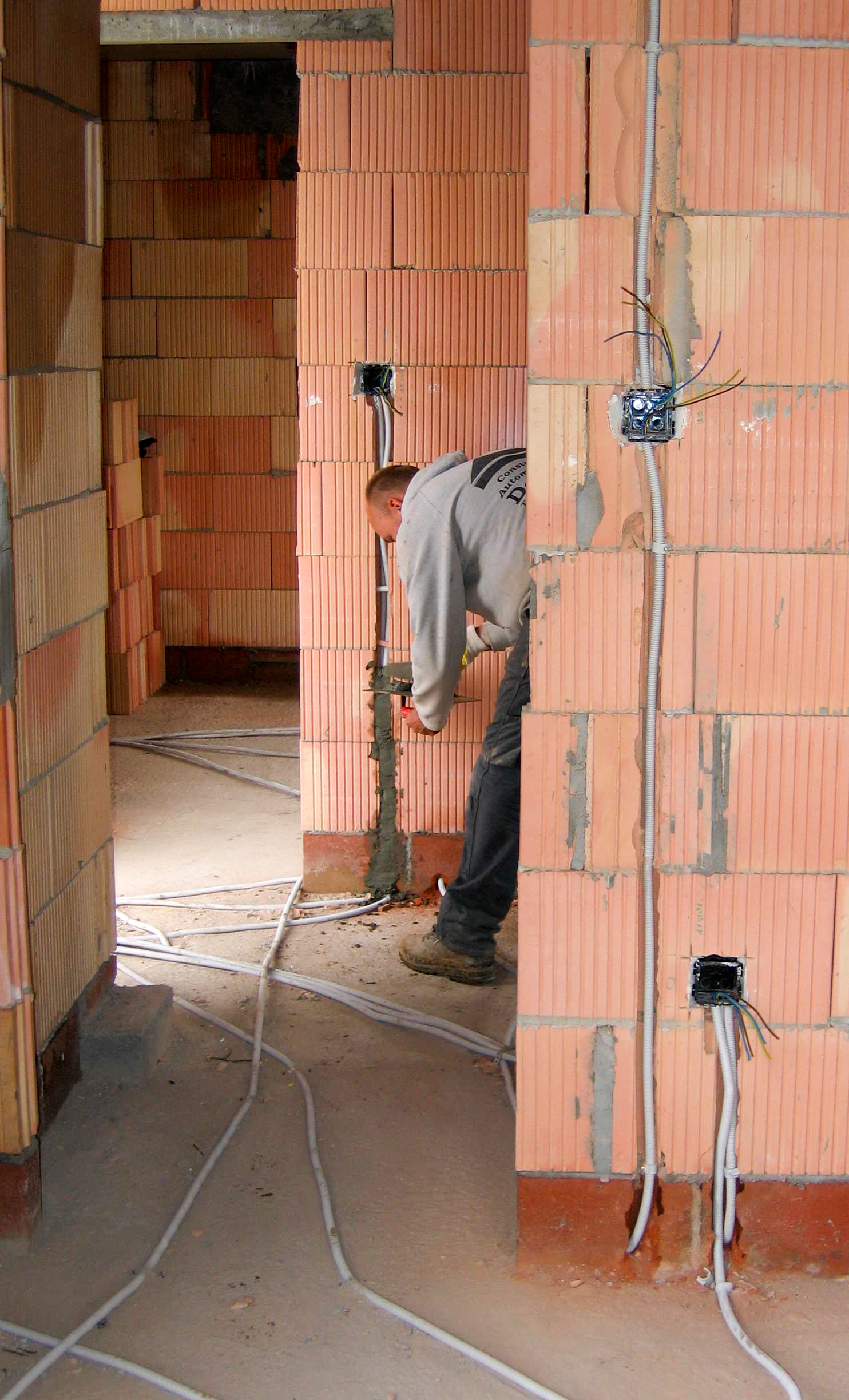
Installation mit Einzeladern in weißen Leerrohren

Elektroinstallation bezeichnet in der Regel elektrische Anlagen für Nieder-, Kleinspannung und Signalübertragung sowie deren Herstellung. Im engeren Sinne wird darunter die Stromversorgung für elektrische Betriebsmittel wie der Beleuchtung in der Gebäude- bzw. Hausinstallation verstanden. Ähnliche Verfahren und Materialien werden jedoch ebenso in industriellen Anlagen und Schaltschränken sowie in Verkehrsmitteln angewandt.

## Allgemeines
Die Elektroinstallation umfasst insbesondere die Leitungsverlegung und die Montage der übrigen Komponenten der Elektroanlage.
Die elektrische Anlage eines Gebäudes besteht heute typischerweise aus:
- Hausanschluss mit Erdkabel, Hauseinführung und Hausanschlusskasten, der mit einem oder mehreren Zählerschränken verbunden ist
- Zählerschränken, die wiederum mit elektrischen Unterverteilern verbunden sind, welche Fehlerstromschutzschalter und Leitungsschutzschalter sowie optionale Komponenten wie Stromstoßschalter, Treppenlicht-Zeitschalter und Klingeltransformator enthalten
- elektrischen Verteiler, die entweder über Abzweigdosen oder unmittelbar verbunden sind mit Schaltern, Tastern, Sensoren (Bewegungsmelder, Dämmerungsschalter), Steckdosen und elektrischen Verbrauchern wie Leuchten und Elektrogeräten.

Oberirdisch werden heute in der Regel entweder Mantelleitungen oder Einzeladern in Schutzrohren verlegt, nur noch selten auch Stegleitungen.
Aufgabe des Elektroinstallateurs ist es, elektrische Schaltung und Installation unter Berücksichtigung der Schutzmaßnahmen so auszuführen, dass sie die gewünschte Funktion erfüllt und keine Gefahr eines elektrischen Schlags besteht. Bei Arbeiten an der Anlage sind zur Vermeidung von Stromunfällen insbesondere die fünf Sicherheitsregeln zu beachten.
Die Mindestzahl von Steckdosen und Stromkreisen pro Raum und Wohnung sind in DIN 18015 sowie RAL-RG 678 festgelegt.

## Ausführungsarten

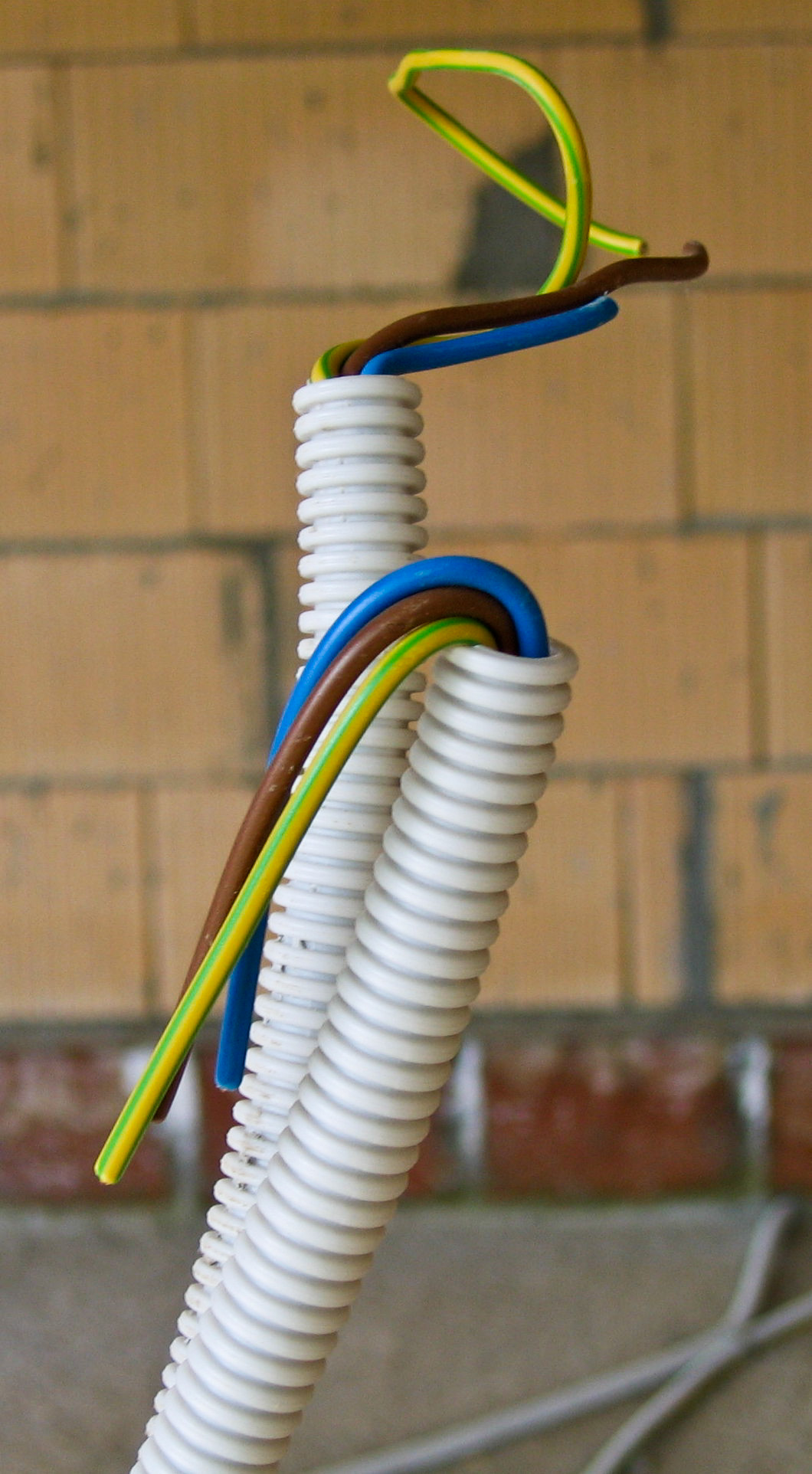
Schutzrohre mit elektrischen Einzeladern für die Verlegung unter Putz

Bei der Installation von mehreren gleichartigen elektrischen Komponenten wie Steckdosen und Schaltern besteht häufig die Wahl zwischen einer eher zentralen oder eher dezentralen Verlegung der Leitungen und Verschaltung der Elemente.
Bei einer zentralen Installation können beispielsweise alle wichtigen Betriebsmittel in einem Verteiler zusammengefasst werden, was eine schnelle Fehlersuche ermöglicht. Nachteilig dabei ist, dass bei einem Verzicht auf Abzweigdosen zur Installation in der Regel deutlich mehr Leitungsmaterial benötigt wird. Bei längeren Leitungswegen zu den einzelnen Verbrauchern muss aufgrund Spannungsabfalls unter Umständen ein größerer Aderquerschnitt gewählt werden.
Bei einer dezentralen Elektroinstallation werden Betriebsmittel wie Schalter, Relais und insbesondere Klemmstellen näher bei den Verbrauchern angeordnet, wodurch Material eingespart wird und sich im Verteiler eine bessere Übersichtlichkeit ergibt. Die Bündelung von Kabeln verringert sich, was hinsichtlich des Brandschutzes vorteilhaft ist. Andererseits können sich durch die erforderlichen Klemmstellen Kontaktprobleme ergeben.

## Verlegearten
Ausgehend von der üblichen Bauweise mit verputzten oder mit Bauplatten („Trockenputz“) verkleideten Wänden, unterscheidet man drei Arten von Installationen:
- auf Putz – Die Elektroinstallation wird nach Fertigstellung der Oberfläche von Wänden und Decken sichtbar verlegt. Einzeladern und Leitungen werden durch Kabelschellen befestigt oder in Installationsrohren, Kabelkanälen oder auf Kabelpritschen geführt. Elemente wie Schalter, Steckdosen, Anschlussdosen und Verteiler werden durch Schrauben und Dübel befestigt. Üblich ist diese Art der Installation etwa in Kellern, Garagen, Dachböden und Werkstätten.
- unter Putz – Kabel und Leitungen werden in Hohlräumen oder Schlitzen innerhalb von Wand, Decke oder Fußboden in verkleideten Schächten geführt, oft auch in Leerrohren.
- im Putz – Kabel, Leitungen und Leerrohre werden auf der Rohbau-Wand oder -Decke verlegt und anschließend  eingeputzt. Innerhalb der im Innenbereich üblichen Putzstärke von 10 mm können meist nur Kleinspannungs- und Stegleitungen verlegt werden.

## Kabelverbindungen
Die Verbindung von elektrischen Leitern wird in der Regel durch Löten, Verdrillen oder mithilfe mechanischer Verbindungselemente wie Klemmen oder Steckverbindern ausgeführt.

## Geschichte

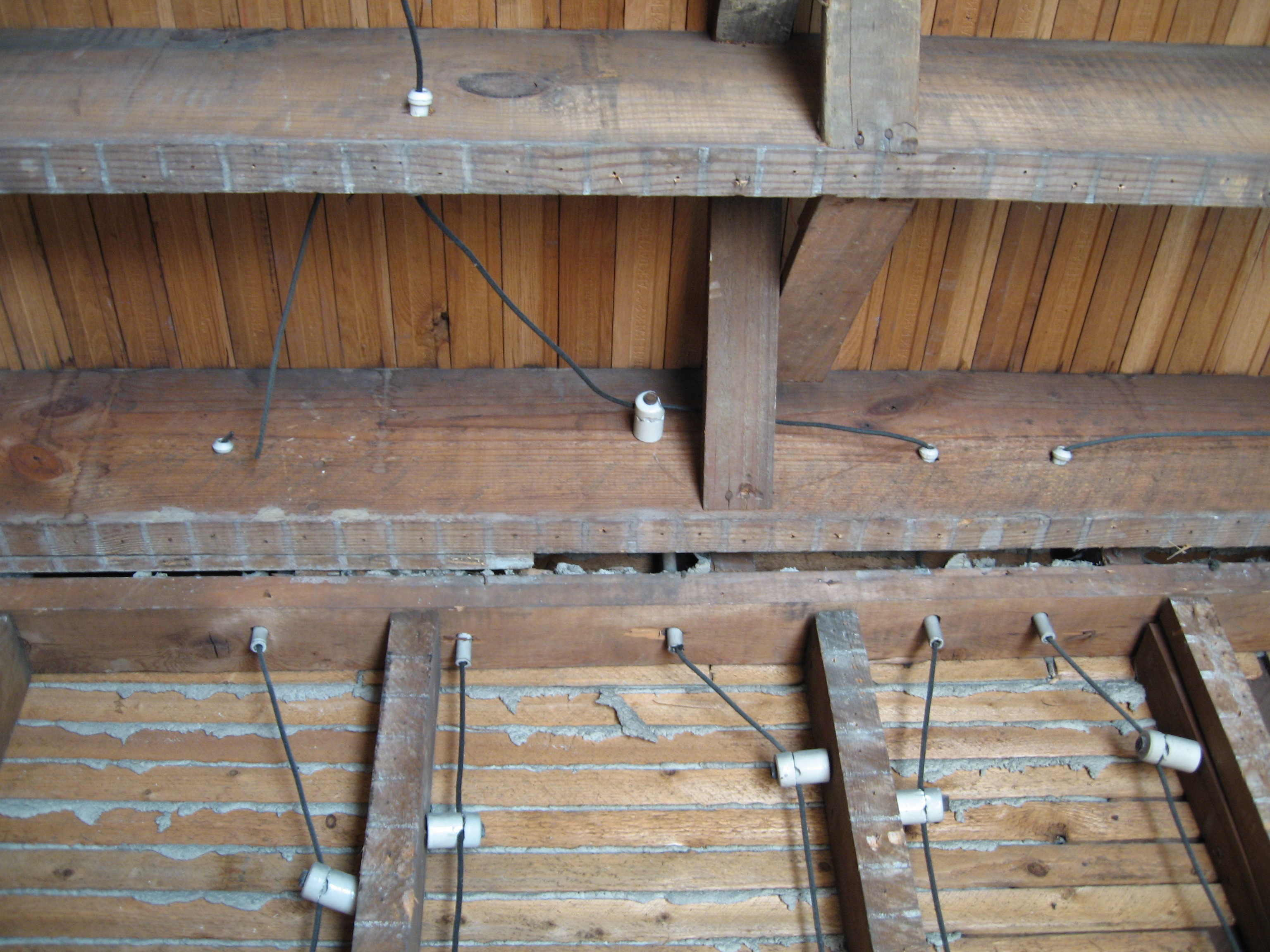
Historische Elektroinstallation aus dem Jahr 1930 mit Guttaperchakabeln und keramischen Kabelträgern

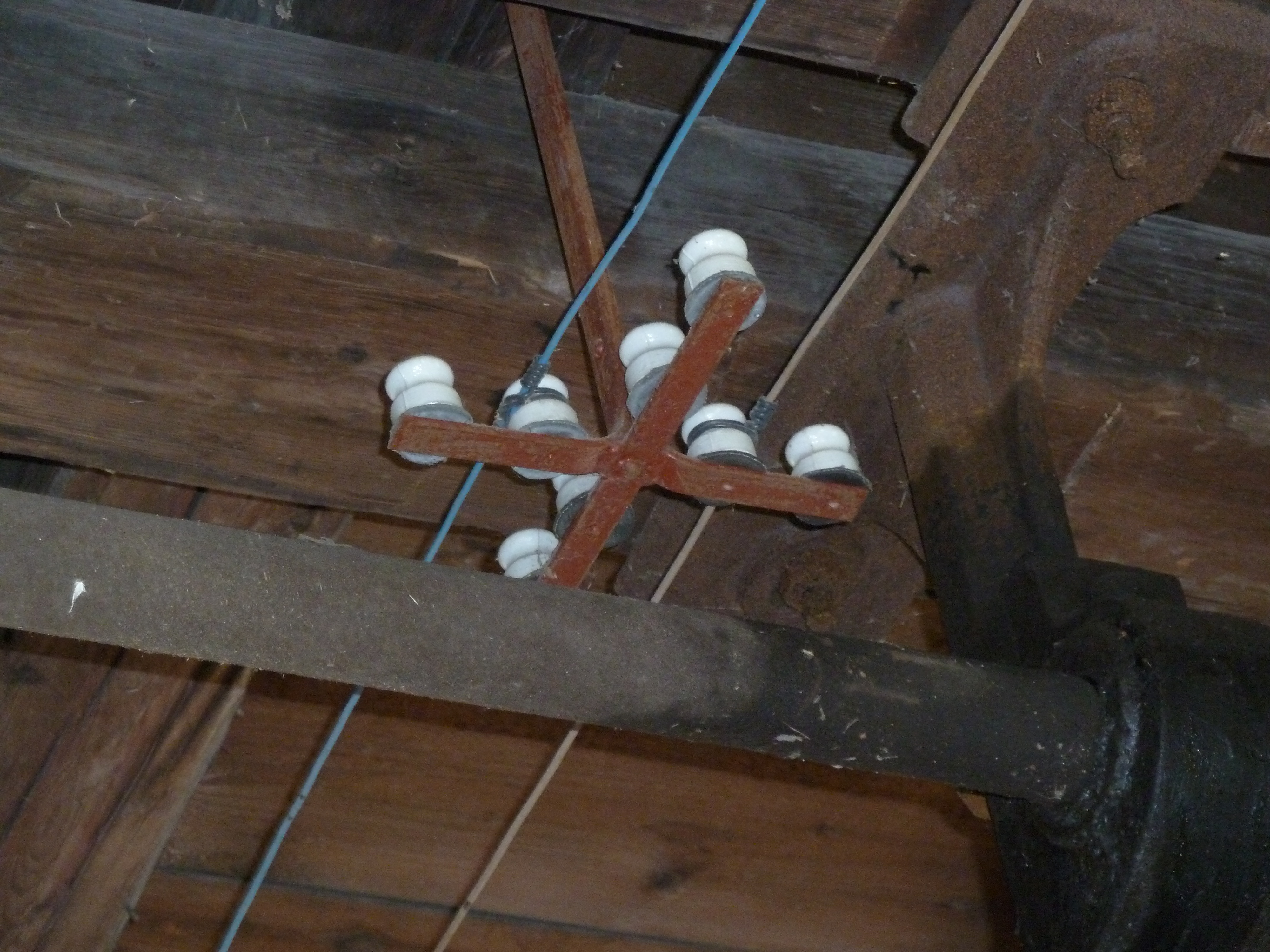
Historische Elektroinstallation mit keramischen Kabelträgern im Tobiashammer Ohrdruf/Thüringen

Die ersten Elektroinstallationen wurden seit etwa 1890 verbreitet und wurden auf Putz verlegt. Sie bestanden meist aus zwei verdrillten Kabeln, die im Abstand von etwa einem Meter mit einem kleinen runden und genuteten keramischen Kabelträger (Porzellan) befestigt wurden. Der Kabelträger saß zwischen den zwei Adern, wie das heute noch bei Freileitungsisolatoren üblich ist. Die Elektroleitungen selbst waren mit Guttapercha ummantelte und mit einem Faden umsponnene oder umflochtene Eisendrähte, eine farbliche Kennzeichnung der Adern war noch nicht üblich. Die Schalter bestanden aus Messing oder Kupfer und hatten Gehäuse aus Blech, Keramik oder frühen Kunststoffen (Bakelit).
Später erfolgte die Verlegung der Leitungen in gebördeltem, verbleitem Eisenblechrohr (Bergmannrohr) mit einer Teerpapierisolierung auf der Innenseite. Passende Blech-Abzweigdosen besaßen eine ebensolche Innenisolierung und Klemmsteine mit Schraubklemmen auf Keramikträgern.
Zur Herstellung von großen Biegeradien gab es spezielle auf den Durchmesser des Rohres abgestimmte Zangen, mit denen es möglich war, mehrere aneinandergereihte Knicke mit weniger als 90° einzubringen, um eine 90°-Abwinkelung herzustellen. Enge 90°-Abwinkelungen bestanden aus Winkelhalbschalen, die montiert wurden, nachdem die Leitungen eingezogen waren.
Um etwa 1920 kam die Unterputzinstallation auf. Die Installationsrohre wurden am Ende mit einer sogenannten Pfeife, vorzugsweise aus weißem, glattem, abgerundetem Porzellan, unter dem Putz hervorgeführt – an der Wand war nur der Keramikkranz sichtbar.
Die Verlegung von Einzeladern in Blechinstallationsrohren hielt sich bis in die 1950er Jahre. Später wurden PVC-ummantelte Kupferkabel auf Putz mit Bakelitschellen oder unter Putz verlegt, Abzweigdosen waren dennoch oft auf Putz und bestanden aus Bakelit. Unter Putz wurde auch Stegleitung mit parallel nebeneinander liegenden Adern ohne Mantelisolation verwendet. Mit dem Übergang auf das neue Isolationsmaterial setzte sich auch die farbliche Kennzeichnung der Adern durch, sie wurde jedoch anfangs noch nicht so streng beachtet.
Die Verwendung von billigeren Aluminiumleitungen hauptsächlich in der DDR führte zu Zuverlässigkeitsproblemen aufgrund der Bruchgefahr und der sich auf dem blanken Aluminium bildenden Oxidschicht, die eine Erhitzung der Kontaktstellen in Verteilern, Schaltern und Steckdosen und einen Kabelbrand verursachen kann. Die Aderenden mussten gereinigt und gefettet und Klemmverbindungen regelmäßig nachgezogen werden. Dauerhaft zuverlässig waren nur Verbindungen mit fettgefüllten Quetschhülsen. Als Kompromiss wurde verkupfertes Aluminium als Leitermaterial (AlCu) eingesetzt. Heutige für Kupferleiter verwendete Klemmen eignen sich nur für Aluminium, wenn der Hersteller dies ausdrücklich gestattet.

Kupfer-Mantelleitung NYM-J 3 × 1,5

Heute werden Installationen meist mit Kupfer-Mantelleitung ausgeführt, die es in verschiedenen Querschnitten und Adernanzahlen gibt. Alternativ werden kostengünstigere kupferkaschierte Aluminiumleitungen (CCAs) eingesetzt (die bei gleicher Stromtragfähigkeit einen größeren Querschnitt aufweisen). Die Mantelleitung wird im Putz oder in PVC- bzw. flammhemmend ausgerüsteten PP-Installationsrohren geführt.
Bei der Verlegung von Leitungen im Putz sind festgelegte Installationszonen zu beachten, um das spätere Auffinden zu erleichtern und versehentliche Beschädigungen etwa durch Bohrungen in die Wände zu vermeiden. Alte Leitungsnetze sind häufig noch nicht nach diesen Regeln ausgeführt, in Altbauten ist daher die Verwendung von entsprechenden Ortungsgeräten empfehlenswert, bevor Löcher gebohrt oder Nägel eingeschlagen werden.

## Installationsschaltungen
- Ausschaltung
- Serienschaltung
- Wechselschaltung
- Kontrollwechselschaltung
- Kreuzschaltung
- Tasterschaltung

## Dokumentation
Nach der Errichtung einer elektrischen Anlage sind Prüfprotokolle nach DIN VDE 0100-600 anzufertigen.
Eine weitergehende Dokumentation ist nicht explizit festgelegt, ergibt sich jedoch aus der Notwendigkeit, dass der Anlagenbetreiber die geforderte technische Sicherheit der elektrischen Anlage und das Einhalten der allgemein anerkannten Regeln der Technik nachweisen können muss.
Auch muss sich bei späteren Wartungsarbeiten ein Servicetechniker „auch ohne genaue Orts- und Anlagenkenntnis in angemessener Zeit einen guten Überblick über die Anlagenteile machen können“.
Die VOB C, DIN 18382 Abs. 3.1.7 spricht von einer „notwendigen Dokumentation“, die nicht näher ausgeführt wird.
Speziell für Installationen in medizinisch genutzten Bereichen werden in der DIN VDE 0100-710 hingegen detaillierte Angaben zu den erforderlichen Unterlagen gemacht.
Die Ausführung von Schaltplänen, Diagrammen und Tabellen richtet sich nach der DIN VDE 0100-510 sowie DIN EN 61346-1 und DIN EN 61082.
Dokumentiert werden sollte:
- Wesen und der Aufbau der Schaltkreise (angeschlossene Verbraucher; Anzahl und Querschnitt der Leiter, Länge der Stromkreise, Art der Kabel- bzw. Leitungsverlegung; Einbauorte nicht sichtbarer Geräte)
- Beschreibung der Schutz-, Trenn- und Schaltfunktionen und deren Anordnung (insbesondere Art und Typ der Schutzeinrichtungen sowie deren Bemessungsstrom bzw. Einstellwert, zu erwartende Kurzschlussströme und Ausschaltvermögen)

## Vorschriften und Richtlinien

### Ausführung
Die Niederspannungsanschlussverordnung (NAV) von 2006 bestimmt, dass elektrische Anlagen nach den allgemein anerkannten Regeln der Technik errichtet, erweitert, geändert und instand gehalten werden müssen. Nach § 49 Abs. 2 Nr. 1 des Energiewirtschaftsgesetzes ist es hierzu insbesondere erforderlich, dass die technischen Regeln des Verbandes der Elektrotechnik, Elektronik und Informationstechnik e. V. (VDE) beachtet werden.
Verwendete Materialien und Geräte entsprechen in der Regel den allgemein anerkannten Regeln der Technik wenn diese die vorgeschriebene CE-Kennzeichnung oder alternativ das Zeichen einer akkreditierten Stelle tragen, wie das VDE- oder das GS-Zeichen.
Neben dem Stromnetzbetreiber selber dürfen die Arbeiten an der Anlage nur durch ein in ein Installateurverzeichnis eines Netzbetreibers eingetragenes Installationsunternehmen durchgeführt werden (dies trifft in der Regel auf alle Fach- und Meisterbetriebe zu).
Instandhaltungsarbeiten im Anlagenteil nach der Messeinrichtung dürfen hingegen auch von Laien ausgeführt werden, soweit hierbei keine Veränderungen der Anlage vorgenommen werden.
Die Arbeitsschutzrichtlinien fordern hingegen in der Regel, dass betriebliche Instandhaltungsarbeiten von einer elektrotechnisch unterwiesenen Person (EuP) durchgeführt werden.

### Richtlinien
In Deutschland wird die Elektroinstallation durch zahlreiche VDE-Bestimmungen und DIN-Normen geregelt. Nennenswert sind in diesem Zusammenhang insbesondere die Normen der Reihe DIN VDE 0100 sowie die Normen der Reihe DIN 18015.
DIN VDE 0100 enthält Bestimmungen zur Planung, Errichtung und Prüfung elektrischer Anlagen, sowohl für Wohngebäude, als auch für gewerbliche und öffentliche Gebäude.
DIN 18015 enthält Angaben zu elektrischen Anlagen in Wohngebäuden, deren Mindestausstattung, Planungsgrundlagen, sowie Leitungsführung und Anordnung von Betriebsmitteln.
Die Richtlinie RAL-RG 678 erweitert DIN 18015. Je nach Anforderungen an Komfort und Energieeffizienz legt die Richtlinie verschiedene Standards fest. Die Klassifizierung beginnt bei der Kennzeichnung durch einen Stern, was der Mindestausstattung nach DIN 18015-2 entspricht, und reicht bis zur Kennzeichnung mit 3 Sternen für gehobene Ansprüche. Die Standards berücksichtigen dabei Funktionsbereiche wie z. B. Beleuchtungssteuerung, Rollladen- und Jalousiesteuerung, Einzelraumtemperaturregelung, Heizung und Lüftung oder Einbruch- und Brandmeldung.